# Pavel Polakovič
Pavel Polakovič (ur. 11 stycznia 1974 w Smolenicach) – słowacki bokser pochodzenia romskiego, reprezentant Czech w boksie amatorskim, olimpijczyk, medalista amatorskich mistrzostw Europy. 

## Kariera amatorska
Jako reprezentant Czech uczestniczył w wadze lekkośredniej (do 71 kg) podczas Letnich Igrzysk Olimpijskich 1996. W 1/16 finału zwyciężył z Victorem Kunene z Południowej Afryki. W 1/8 finału przegrał z przyszłym mistrzem olimpijskim, czyli Amerykaninem Davidem Reidem.
Uczestnik mistrzostw świata. W 1995 roku odpadł w 1/8 finału w kategorii lekkośredniej, natomiast w 2003 roku poniósł porażkę w 1/16 finału kategorii ciężkiej (do 91 kg). W 1993 roku przegrał w 1/16 finału wagi lekkośredniej podczas mistrzostw Europy. W 1996 roku zdobył brązowy medal, przegrywając w półfinale z Rumunem Francisciem Vaștagiem (na tym turnieju wywalczył kwalifikacje na igrzyska olimpijskie).
Mistrz Czech w wadze lekkośredniej z 1994 roku i mistrz kraju w wadze ciężkiej w latach 2001–2004, 

## Kariera zawodowa
Na zawodowstwo przeszedł w 2005 roku. Do 2016 roku stoczył 24 walki, z czego 13 wygrał i 11 przegrał.